# Canton de Besançon-2
Le canton de Besançon-2 est une division administrative française, située dans le département du Doubs et la région Bourgogne-Franche-Comté.

## Histoire
Un nouveau découpage territorial du Doubs (département) entre en vigueur à l'occasion des élections départementales de mars 2015, défini par le décret du 25 février 2014, en application des lois du 17 mai 2013 (loi organique 2013-402 et loi 2013-403). Les conseillers départementaux sont, à compter de ces élections, élus au scrutin majoritaire binominal mixte. Les électeurs de chaque canton élisent au Conseil départemental, nouvelle appellation du Conseil général, deux membres de sexe différent, qui se présentent en binôme de candidats. Les conseillers départementaux sont élus pour 6 ans au scrutin binominal majoritaire à deux tours, l'accès au second tour nécessitant 12,5 % des inscrits au 1er tour. En outre la totalité des conseillers départementaux est renouvelée. Ce nouveau mode de scrutin nécessite un redécoupage des cantons dont le nombre est divisé par deux avec arrondi à l'unité impaire supérieure si ce nombre n'est pas entier impair, assorti de conditions de seuils minimaux. Dans le Doubs, le nombre de cantons passe ainsi de 35 à 19.
Le canton de Besançon-2 est formé de communes de l'ancien canton d'Audeux (11 communes) et d'une fraction de la commune de Besançon. Le canton est entièrement inclus dans l'arrondissement de Besançon. Le bureau centralisateur est situé à Besançon.

## Représentation
| Période élective | Période élective | Mandat | Mandat   | Identité          | Nuance | Nuance | Qualité                                        |
| ---------------- | ---------------- | ------ | -------- | ----------------- | ------ | ------ | ---------------------------------------------- |
| 2015             | 2021             | 2015   | 2021     | Françoise Branget |        | LR     | Conseillère municipale de Besançon (2001-2020) |
| 2015             | 2021             | 2015   | 2021     | Michel Vienet     |        | LR     | Cadre bancaire                                 |
| 2021             | 2028             | 2021   | en cours | Chantal Guyen     |        | LR     | Retraitée, École-Valentin                      |
| 2021             | 2028             | 2021   | en cours | Michel Vienet     |        | LR     | Conseiller sortant                             |

### Résultats détaillés

#### Élections de mars 2015
À l'issue du 1er tour des élections départementales de 2015, deux binômes sont en ballottage : Françoise Branget et Michel Vienet (UMP, 31,42 %) et Catherine Barthelet et Vincent Fuster (PS, 31,4 %). Le taux de participation est de 53,44 % (9 055 votants sur 16 944 inscrits) contre 52,68 % au niveau départemental et 50,17 % au niveau national.
Au second tour, Françoise Branget et Michel Vienet (UMP) sont élus avec 52,06 % des suffrages exprimés et un taux de participation de 52,45 % (4 229 voix pour 8 888 votants et 16 947 inscrits).

#### Élections de juin 2021
Le premier tour des élections départementales de 2021 est marqué par un très faible taux de participation (33,26 % au niveau national). Dans le canton de Besançon-2, ce taux de participation est de 36,2 % (6 293 votants sur 17 385 inscrits) contre 34,1 % au niveau départemental. À l'issue de ce premier tour, deux binômes sont en ballottage : Arlette Burgy et Philippe Marquis (Union à gauche, 41,95 %) et Chantal Guyen et Michel Vienet (LR, 40,29 %).
Le second tour des élections est marqué une nouvelle fois par une abstention massive équivalente au premier tour. Les taux de participation sont de 34,3 % au niveau national, 35,83 % dans le département et 39,66 % dans le canton de Besançon-2. Chantal Guyen et Michel Vienet (LR) sont élus avec 53,93 % des suffrages exprimés (3 433 voix pour 6 897 votants et 17 391 inscrits),,.

## Composition
| Nom                              | Code Insee | Intercommunalité            | Superficie (km2) | Population (dernière pop. légale)                 | Densité (hab./km2) | Modifier                                    |
| -------------------------------- | ---------- | --------------------------- | ---------------- | ------------------------------------------------- | ------------------ | ------------------------------------------- |
| Besançon (bureau centralisateur) | 25056      | CU Grand Besançon Métropole | 65,05            | Fraction : 17 829 (2022) Commune : 120 057 (2022) | 1 846              | modifier les données · modifier les données |
| Audeux                           | 25030      | CU Grand Besançon Métropole | 1,75             | 422 (2022)                                        | 241                | modifier les données · modifier les données |
| Champagney                       | 25115      | CU Grand Besançon Métropole | 3,01             | 271 (2022)                                        | 90                 | modifier les données · modifier les données |
| Champvans-les-Moulins            | 25119      | CU Grand Besançon Métropole | 2,52             | 317 (2022)                                        | 126                | modifier les données · modifier les données |
| Chaucenne                        | 25136      | CU Grand Besançon Métropole | 4,88             | 513 (2022)                                        | 105                | modifier les données · modifier les données |
| École-Valentin                   | 25212      | CU Grand Besançon Métropole | 3,22             | 2 620 (2022)                                      | 814                | modifier les données · modifier les données |
| Mazerolles-le-Salin              | 25371      | CU Grand Besançon Métropole | 4,20             | 220 (2022)                                        | 52                 | modifier les données · modifier les données |
| Noironte                         | 25427      | CU Grand Besançon Métropole | 6,73             | 401 (2022)                                        | 60                 | modifier les données · modifier les données |
| Pelousey                         | 25448      | CU Grand Besançon Métropole | 6,18             | 1 588 (2022)                                      | 257                | modifier les données · modifier les données |
| Pirey                            | 25454      | CU Grand Besançon Métropole | 6,67             | 2 179 (2022)                                      | 327                | modifier les données · modifier les données |
| Pouilley-les-Vignes              | 25467      | CU Grand Besançon Métropole | 9,34             | 2 162 (2022)                                      | 231                | modifier les données · modifier les données |
| Serre-les-Sapins                 | 25542      | CU Grand Besançon Métropole | 5,24             | 1 921 (2022)                                      | 367                | modifier les données · modifier les données |
| Canton de Besançon-2             | 2505       |                             |                  | 30 443 (2022)                                     |                    | modifier les données                        |

Le canton de Besançon-2 comprend :
1. onze communes entières,
2. la partie de la commune de Besançon située à l'ouest d'une ligne définie par l'axe des voies et limites suivantes : depuis la limite territoriale de la commune d'École-Valentin, route de Vesoul (nationale 57), rue de Vesoul, ligne de chemin de fer joignant le pont surplombant la rue Jacquard, rue Jacquard, boulevard du Président-John-Fitzgerald-Kennedy, rue Denis-Papin, ligne droite jusqu'au chemin des Écoles-de-Tilleroyes, chemin des Écoles-de-Tilleroyes, route de Gray, jusqu'à la limite territoriale de la commune de Pirey.

## Démographie
En 2022, le canton comptait 30 443 habitants, en évolution de +4,97 % par rapport à 2016 (Doubs : +1,88 %, France hors Mayotte : +2,11 %).
| 2013   | 2018   | 2022   |
| ------ | ------ | ------ |
| 29 210 | 29 518 | 30 443 |